# Wool (Dorset)
Pour les articles homonymes, voir Wool.
Wool /wʊl/ est un village et une paroisse civile d'Angleterre situé dans le sud du Dorset.

## Divers
Le Musée des Blindés de Bovington est situé dans le camp de Bovington, lui-même situé dans cette ville.